# Кровопусков, Виктор Алексеевич
Ви́ктор Алексе́евич Кровопу́сков (род. 29 сентября 1948, Москва, СССР) — советский фехтовальщик, саблист, заслуженный мастер спорта СССР (1976). Четырёхкратный олимпийский чемпион (2 раза в личном первенстве), семикратный чемпион мира (2 раза в личном первенстве).

## Биография
В 1963 году начал заниматься фехтованием в клубе «Локомотив». В 16 лет его тренером стал Л. С. Корешков. Затем перешёл к клуб ЦСКА, где тренировался под руководством Д. А. Тышлера.
В 1968 году выиграл чемпионат мира среди молодёжи.
Олимпийский чемпион 1976 и 1980 годов в личных и командных соревнованиях. В сборной СССР тренировался под руководством М. С. Ракиты. Чемпион мира 1974, 1975, 1979, 1983 и 1985 годов в командных соревнованиях, чемпион мира 1978 и 1982 годов в личных соревнованиях, чемпион СССР 1976 года в личных и командных соревнованиях. Серебряный призёр 1973, 1978, 1981 и бронзовый 1982 годов в командном первенстве. В 1979 году признан Международной федерацией фехтования лучшим саблистом мира.
Отличался быстротой реакции, сохраняя хладнокровие в решающие моменты поединка.
Окончил ГЦОЛИФК.
По окончании спортивной карьеры работал тренером в СССР, России, Японии, Иране. Ныне — тренер-преподаватель в московской спортивной детско-юношеской школе олимпийского резерва «Чертаново».
В 2006 году введён в Зал фехтовальной славы России.
Сын Алексей (1978—2014) — хоккеист.

## Награды
- Орден Трудового Красного Знамени (1976)
- Орден Ленина (1980)
- Медаль «За трудовую доблесть» (1985)